# Galigekere, Gubbi
Galigekere là một làng thuộc tehsil Gubbi, huyện Tumkur, bang Karnataka, Ấn Độ.